# Škoda Joyster
Škoda Joyster – samochód koncepcyjny czeskiej marki Škoda zaprezentowany podczas targów motoryzacyjnych w Paryżu w 2006 roku. Auto zostało zaprojektowane dla młodych osób.

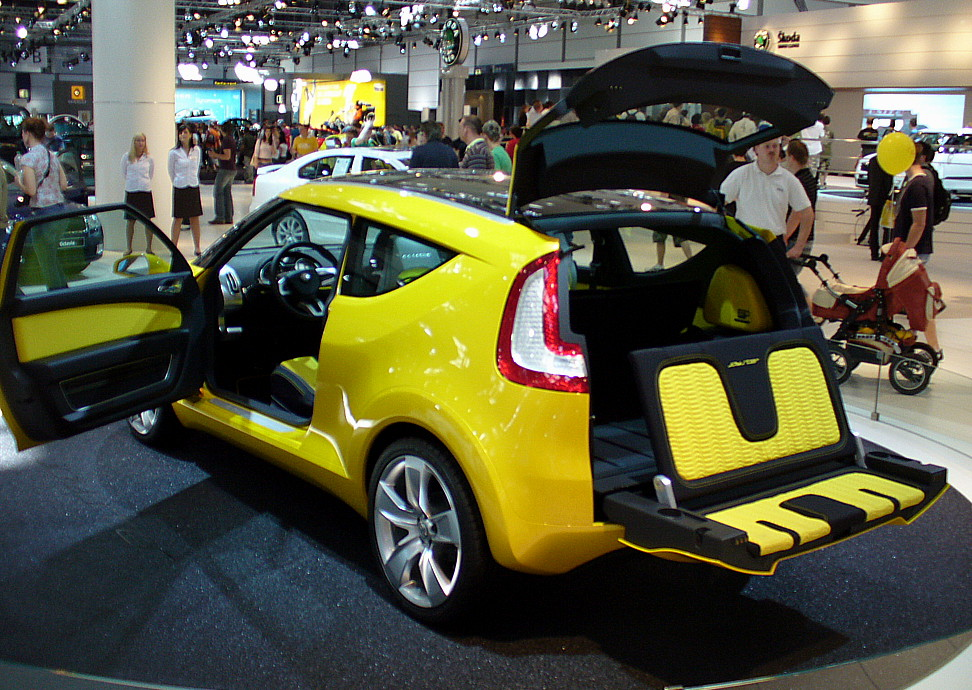
Tył prototypowej Škody Joyster

Auto to trzydrzwiowy hatchback o sportowych proporcjach zaprojektowany z myślą o młodych nabywcach, których Škoda pragnie przyciągnąć futurystycznym designem nowego modelu. Pośród odważnej stylistyki modelu zastosowano w nim najnowsze rozwiązania techniczne: reflektory wykonane w technologii LED, nowoczesny zestaw audio oraz elektronikę pokładową. Innowacją w aucie jest panoramiczny odsuwany dach oraz rozkładana ławka piknikowa ukryta w dwudzielnej klapie bagażnika. 
Prace nad autem zostały wstrzymane już w 2007 roku. Model Joyster musiał ustąpić miejsca Škodzie Citigo.